# Epimartyria
Epimartyria is een geslacht van vlinders van de familie oermotten (Micropterigidae).

## Soorten
- E. auricrinella Walsingham, 1898
- E. pardella (Walsingham, 1880)